# 萩野幸三
萩野 幸三（はぎの こうぞう、1942年（昭和17年）1月6日 - ）は、日本の政治家。元愛知県日進市長（3期）。

## 来歴
日進村立東部小学校（現：日進市立東小学校）、愛知中学校、愛知高等学校卒業。1964年（昭和38年）3月、南山大学経済学部経済学科卒業。
1964年（昭和38年）4月、愛知時計電機株式会社に就職。1973年（昭和48年）7月、同社を退職。同年8月、日進町役場に就職。なお1994年（平成6年）10月1日に日進町は日進市に移行する。2002年（平成14年）3月、日進市役所を退職。
2003年（平成15年）7月13日に行われた日進市長選挙に無所属で出馬するも現職の佐護彰に敗れ落選。投票率は47.01％。2005年（平成17年）4月、日進市藤枝区長に就任。同年5月、介護サービスのNPO法人の理事に就任。2006年（平成18年）3月、日進市藤枝区長を退任。2007年（平成19年）7月、NPO法人の理事を辞職。
2007年（平成19年）7月22日に行われた日進市長選挙に自民党・公明党の推薦を受けて無所属で出馬。佐護市政の継承を主張し連合愛知などの支援を受けた元市議の白井えり子、元市議の寺本芳樹ら2候補を破り初当選。次点の白井とは62票差であった（萩野：13,699票、白井：13,637票、寺本：5,554票）。投票率は56.23％。7月25日、市長就任。
2011年（平成23年）7月3日の市長選挙で2期目の当選。投票率は30.87％。
2015年（平成27年）7月5日の市長選挙は保守分裂の選挙となった。萩野は民主党と、自民党・公明党の地元支部の推薦を受けて出馬。対立候補の元市議会議長の古谷徳生は、元自民党愛知県連会長の鈴木政二の支援を受けて出馬。萩野は接戦を制して3選を果たした（萩野：13,937票、古谷：13,165票）。投票率は41.84％。
2018年（平成30年）11月30日、市議会12月定例会において、翌年の次期市長選に立候補しない意向を表明した。市長選を2019年4月の統一地方選挙で行われる市議選と同日選とするため、7月24日の任期満了を待たずに、5月24日をもって辞職した。
2019年、旭日小綬章受章。